# 김응함
김응함(金應緘, 1554년~?)은 조선 중기의 무신으로 본관은 안동, 자는 여삼(汝三)이다. 임진왜란 당시 대동찰방을 지내며 정유재란 당시에는 미조항 첨사 겸 중군장으로  이순신과 함께 명량해전에 참전했고, 이후 노량 해전까지 참가했다.

## 대중 문화
2004년부터 2005년까지 KBS에서 방영한 사극 《불멸의 이순신》에서는 김용수가 김응함을 연기하였다.
2014년 영화 명량에서는 배우 장선호가 연기했다.